# Agentura ochrany přírody a krajiny ČR

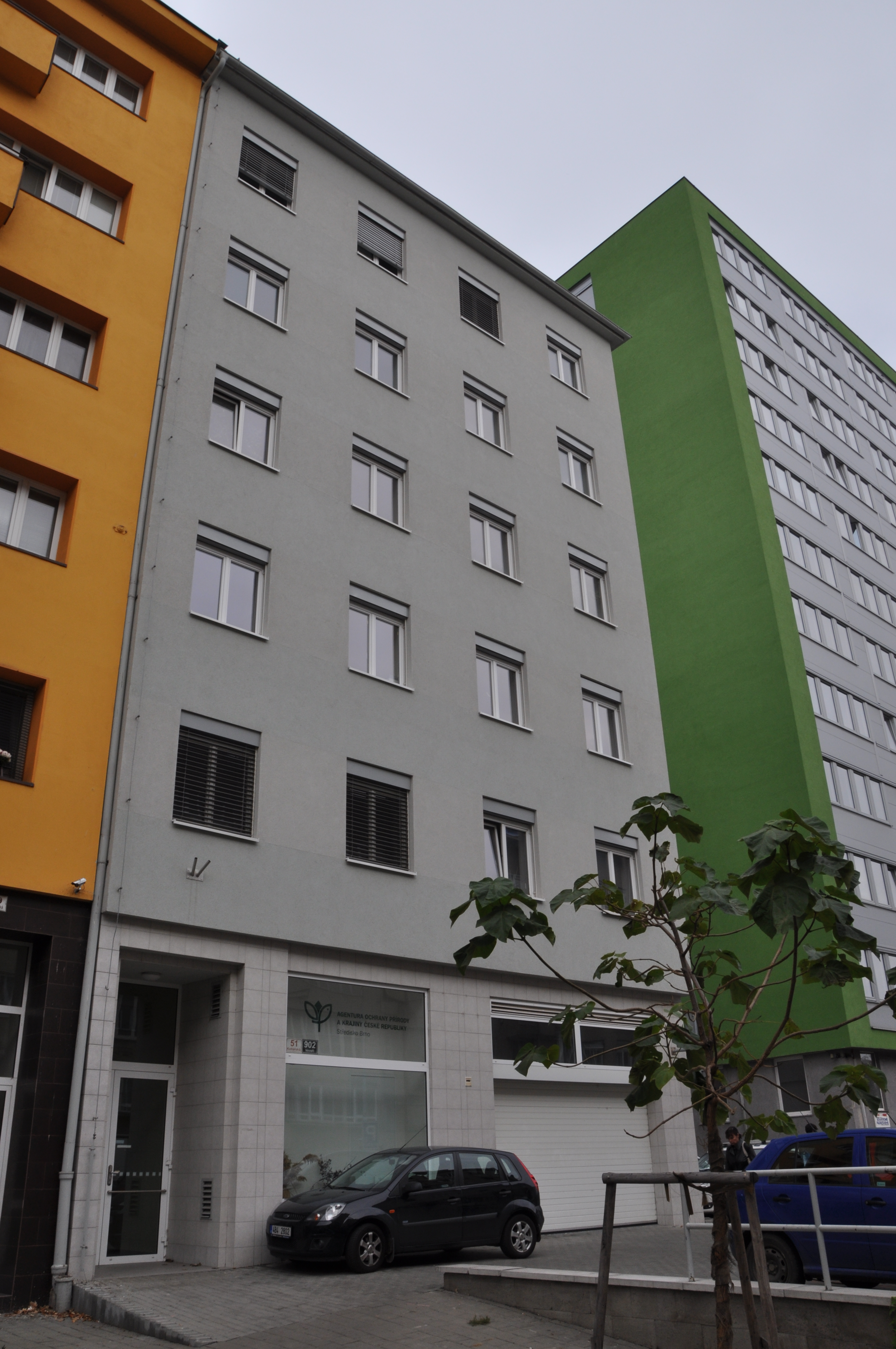
Středisko AOPK v Brně na Kotlářské ulici č. 931/51

Agentura ochrany přírody a krajiny České republiky, zkráceně AOPK ČR, je specializovaná organizační složka České republiky, která zajišťuje odbornou i praktickou péči o přírodu, zejména chráněné krajinné oblasti, národní přírodní rezervace a národní přírodní památky. 

## Struktura a činnost
- Zajišťuje výkon státní správy na území chráněných krajinných oblastí (kromě CHKO Šumava a CHKO Labské pískovce), národních přírodních rezervací a národních přírodních památek
- Zpracovává plány péče o svěřená chráněná území a zajišťuje jejich realizaci
- Spravuje pozemky určené pro ochranu přírody (plocha 11,7 tisíc hektarů)
- Administruje finanční nástroje zaměřené na obnovu a údržbu krajiny
- Zpracovává dokumentaci územního systému ekologické stability krajiny nadregionálního významu na celém území ČR
- Posuzuje a vyplácí újmy vlastníkům či nájemcům za ztížení zemědělského nebo lesnického hospodaření
- Připravuje záchranné programy ohrožených druhů a zajišťuje jejich koordinaci a realizaci
- Odpovídá za přípravu a vymezení soustavy Natura 2000 v ČR
- Dokumentuje stav přírody a krajiny (např. viz Nálezová databáze ochrany přírody, mapování biotopů, monitoring biotopů), vede Informační systém ochrany přírody
- Zajišťuje odbornou podporu veřejné správě
- Působí jako tuzemský vědecký orgán Úmluvy o mezinárodním obchodu ohroženými druhy volně žijících živočichů a planě rostoucích rostlin (CITES) a znalecký ústav
- Věnuje se práci s veřejností a vydává časopis Ochrana přírody (od roku 1946)
- Poskytuje odbornou a expertní podporu MŽP v mezinárodních agendách včetně zastupování státu před Evropskou komisí

Vykonává státní správu na území 24 chráněných krajinných oblastí, 235 národních přírodních rezervací a národních přírodních památek a 549 přírodních rezervací a památek přímo v CHKO (údaj ke dni 31.12.2018). Tato území pokrývají téměř 11 000 km², tedy necelých 14 % rozlohy státu. AOPK ČR je nejen spravuje, ale také o ně pečuje – hodnotí jejich stav, zajišťuje management a přípravu plánů péče.
Aktivně se podílí na péči o krajinu – jak administrací financí, které na ni přispívají, tak přímo v praxi. Zejména prostřednictvím Programu péče o krajinu a programu Podpora obnovy přirozených funkcí krajiny podporuje zejména výsadbu rozptýlené zeleně v krajině, protierozní opatření, revitalizaci toků, obnovu mokřadů, péči o cenné nelesní lokality, zlepšování druhové a prostorové skladby lesa či vhodné zpřístupňování přírodních lokalit návštěvníkům.
Připravuje záchranné programy ohrožených druhů rostlin a živočichů. V roce 2011 běží deset programů – pro matiznu bahenní, rdest dlouholistý, hvozdík písečný český, hořec jarní, hořeček mnohotvarý český, perlorodku říční, hnědáska osikového, sysla obecného, užovku stromovou, vydru říční.
Je tuzemským odborným garantem evropské soustavy chráněných území Natura 2000. Tu v České republice tvoří 41 ptačích oblastí a 1112 evropsky významných lokalit. AOPK ČR zajišťuje evidenci a sledování jejich stavu, na expertní úrovni zastupuje stát u Evropské komise.
V roce 2010 vydala více než 12000 závazných stanovisek a rozhodnutí. Poskytuje odbornou a informační podporu orgánům veřejné správy. Vede Informační systém ochrany přírody a krajiny, v nálezové databázi, která soustřeďuje informace o výskytu rostlin a živočichů, je více než 6,7 milionu údajů.
Věnuje se i práci s veřejností. Pořádá akce, zaměřené zejména na poznávání Vydává časopis Ochrana přírody, sborník Příroda a řadu dalších publikací pro odbornou i širokou veřejnost.
Jde o člena řady mezinárodních uskupení – Mezinárodní unie pro ochranu přírody (IUCN), Federace Europarc, Planta Europa, European Network of Heads of Nature Conservation Agencies (ENCA). Je partnerem prestižního odborného Evropského tematického střediska biologické rozmanitosti (ETC/BD), které je hlavní expertní institucí EEA/EK.
Má ústředí se sídlem v Praze a 14 regionálních pracovišť. V roce 2023 má AOPK 740 zaměstnanců.

## Historie
Do roku 1989 byla státní ochrana přírody společně s památkovou péčí a správou jeskyní součástí resortu kultury (Státní ústav památkové péče a ochrany přírody). V roce 1990 vznikl Český ústav ochrany přírody, který byl v roce 1995 rozdělen na Agenturu ochrany přírody a krajiny ČR (pod níž spadala i správa jeskyní) a Správu chráněných krajinných oblastí ČR (ta byla v roce 2003 přejmenována na Správu ochrany přírody). V roce 2006 došlo k poslední změně. V reakci na nové územní uspořádání státu a environmentální povinnosti člena Evropské unie byly Agentura ochrany přírody a krajiny ČR a Správa ochrany přírody spojeny do jedné instituce pod staronovým názvem Agentura ochrany přírody a krajiny ČR. Správa jeskyní byla vyčleněna jako samostatný subjekt.